# Altsteirer
Die Altsteirer-Hühner sind eine Haushuhnrasse, die seit langer Zeit in der Steiermark gezüchtet wird. Die Rasse versorgt den Halter gleichermaßen mit Eiern wie mit Fleisch. Der Schlachtkörper wiegt zwischen 1,8 und 2,5 kg. Sie gelten daher als Zweinutzungsrasse. Als alte überlieferte Rasse ist das Altsteirer Huhn auch im Register der Traditionellen Lebensmittel in der Steiermark geführt.

## Merkmale
Die Küken sind sehr frohwüchsig, sie befiedern sehr schnell. Altsteirer sind kräftige Landhühner. Der Körper ist waagerecht und breit. Der Kopf hat einen Federschopf und einen Wickelkamm mit rassetypischer Quetschfalten bei der Henne. Der Hahn weist im Idealfall eine Stützfalte im Kamm auf, die sechs bis acht Zacken haben sollte. Die Lauffarbe ist hellfleischfarbig mit seitlichem rotem Admiralsstreifen.
Bis zur Standardisierung durch die Rassegeflügelzüchter waren die Altsteirer Hühner in verschiedenen Farbenschlägen anzutreffen: wild- und rebhuhnfarbigefarbig, rotbraun, weizenfarbig, gelb, blau-goldfarbig, silberhalsig, weiß und gesperbert (Cillier Huhn) und schwarz. Nach dem Zweiten Weltkrieg wurden die Farbenschläge auf wildbraun und weiß beschränkt. In Klagenfurt/Annabichl gab es allerdings auch eine Herdbuchzucht mit weizenfarbigen Tieren, welche bei den jährlichen Leistungskontrollen in Korneuburg bei Wien stets unter den erfolgreichsten Kontrollgruppen aufschien. Dieser Betrieb fiel allerdings dem Bau das Klagenfurter Flughafens in den Nachkriegsjahren zum Opfer. Der Bestand wurde zwar dem deutschen Sonderverein übergeben, doch von da an verlieren sich die Spuren dieses Farbenschlages.
Die Altsteirer Hühner stehen auf der Liste der bedrohten Haushuhnrassen, in der verbreitetsten Färbung ist die Henne wildbraun. Der Hahn hat ein grünlich schillerndes Körpergefieder, am Nacken finden sich rotbraune Federn. Es gibt außerdem einen weißen Farbenschlag von den Altsteirern, der als akut vom Aussterben bedroht gilt. Bei den Hähnen ist ein Gelbanflug im Halsgefieder gestattet und gilt nicht als Mangel. Von anderen Rassen sind die Altsteirer am einfachsten an dem hinter dem Kamm befindlichen Federschopf zu unterscheiden.
Die Altsteirer sind vor allem in Mitteleuropa verbreitet und stellen keine besonderen Haltungsanforderungen und sind bei unbegrenztem Auslauf als emsige Futtersucher bekannt. Vereinzelt fallen Hähne auch mit besonderer Wehrhaftigkeit gegenüber Beutegreifern (z. B. Habicht) auf, was insbesondere für die Freilandhaltung und extensive Landwirtschaft und artgerechte Haltung besonders interessant ist.

### Zwergform
Die Altsteirer existieren auch als Zwergform mit den gleichen Farbenschlägen wie die normalwüchsige Form. Diese wurde im Gegensatz zur Normalform in Deutschland gezüchtet. Der Hahn wiegt 900 Gramm und die Henne 800 Gramm. Die Legeleistung beträgt 160 Eier im Jahr. Die Eier wiegen 35 Gramm und haben eine elfenbeinweiße Farbe. Im Dezember 2008 wurde bei der Zwergform der Farbenschlag gesperbert zum Vorstellungsverfahren zugelassen.

## Bilder

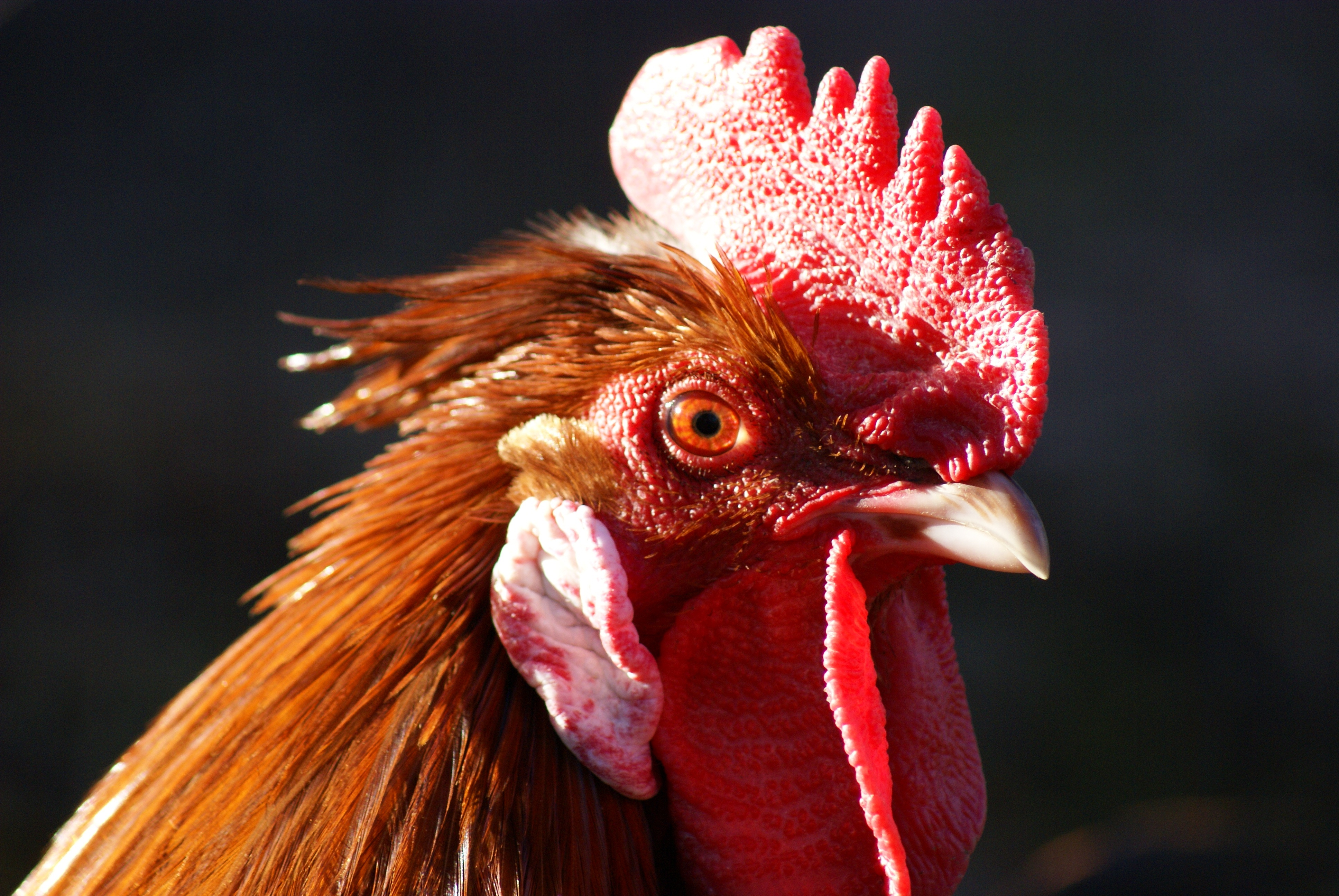
Altsteirer Hahn wildbraun
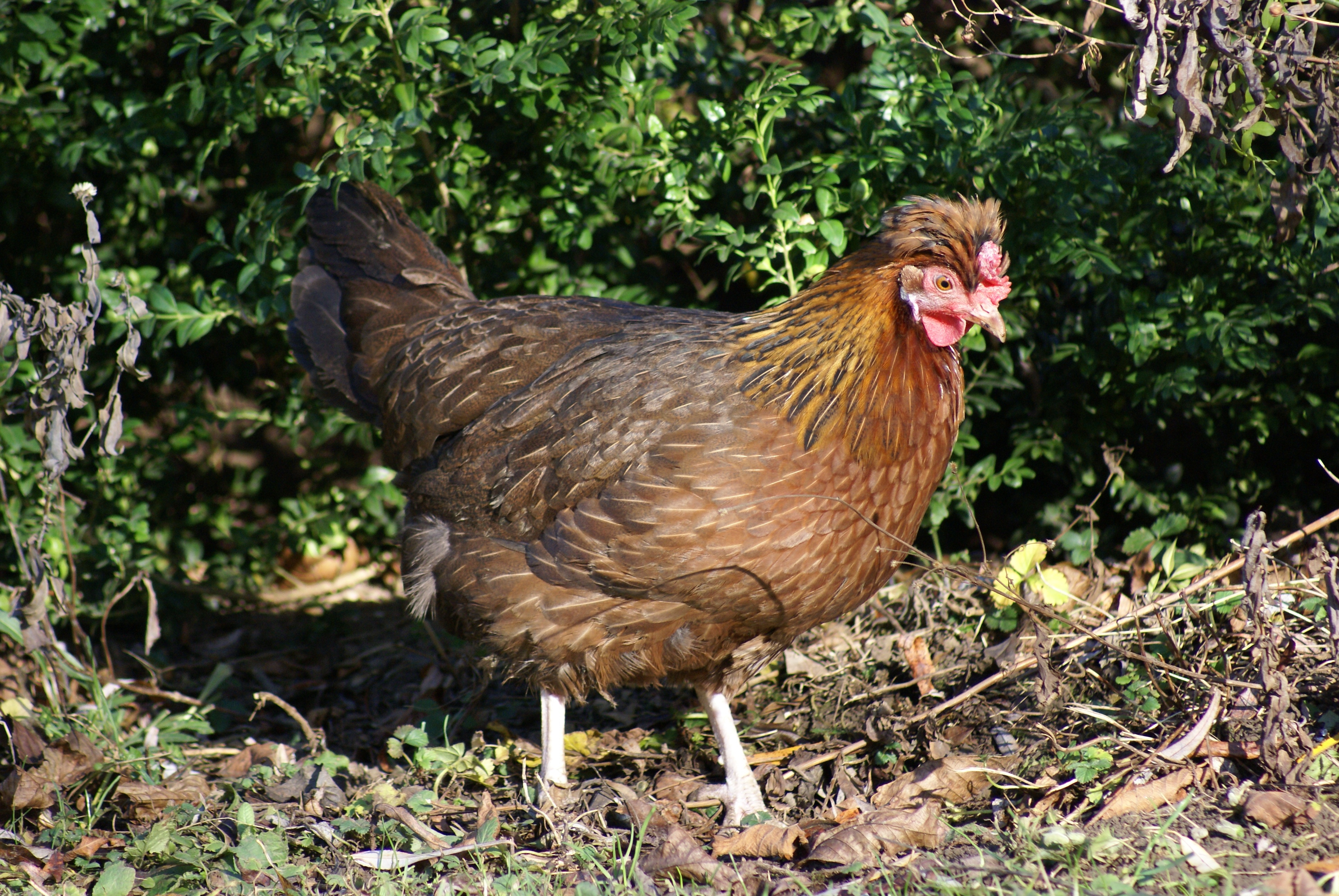
Altsteirer Henne wildbraun
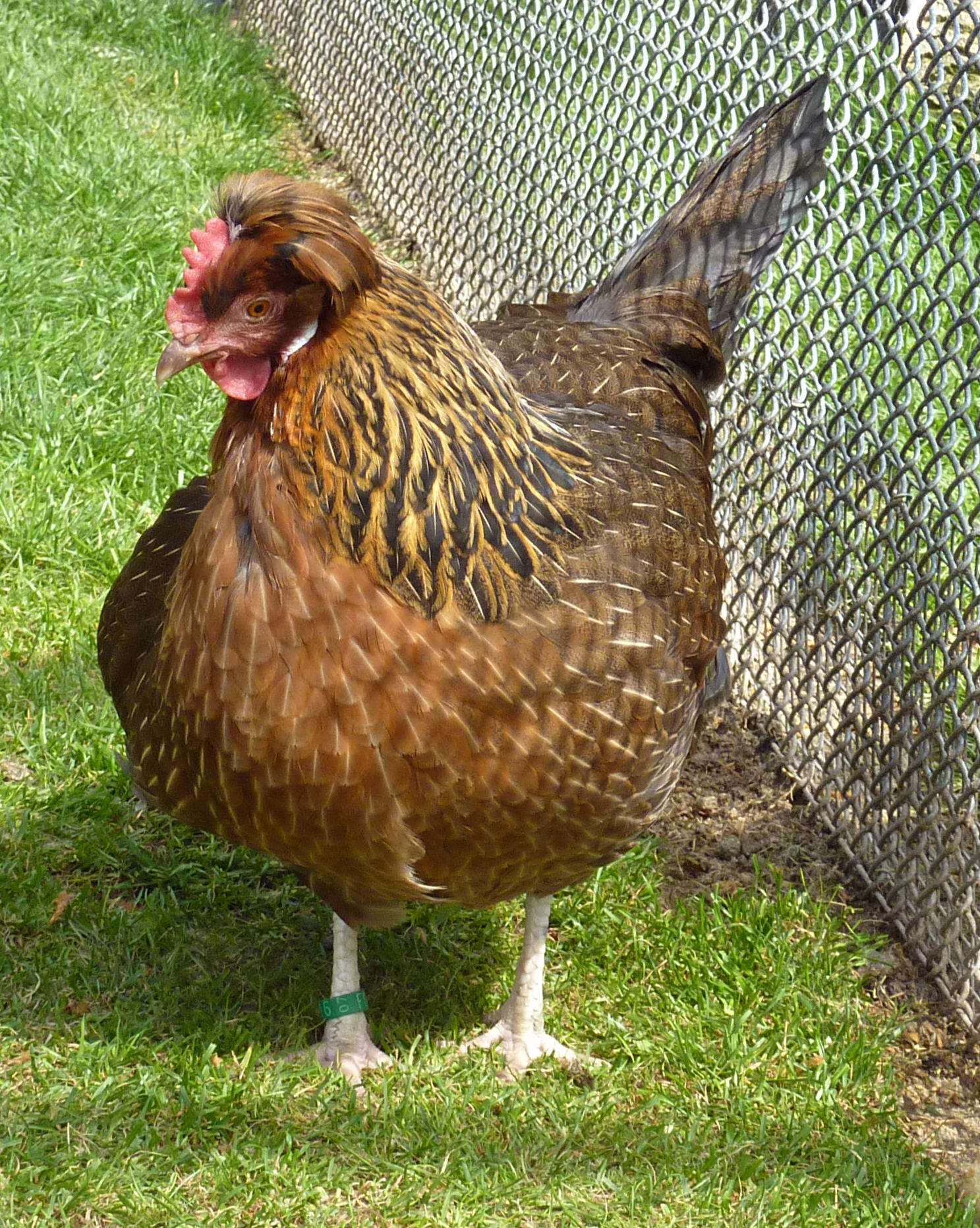
Altsteirer Huhn